# Коукал міндорійський
Коука́л міндорійський (Centropus steerii) — вид зозулеподібних птахів родини зозулевих (Cuculidae). Ендемік Філіппін. Вид названий на честь американського орнітолога Джозефа Біла Стіра.

## Опис
Довжина самців становить 43 см, довжина самиць 49,5 см. Довжина крила у самців становить 15,5, у самиць 16 см. Забарвлення переважно буре, голова чорна, блискуча, на голові невеликий чорний чуб, хвіст блискучий, чорно-зелений. Райдужки карі, дзьоб і лапи чорні.

## Поширення і екологія
Міндорійські коукали є ендеміками острова Міндоро. Вони живуть у первинних вологих діптерокарпових лісах, серед густих ліан і бамбукових заростей. Зустрічаються на висоті до 760 м над рівнем моря.

## Збереження
МСОП класифікує цей вид як такий, що перебуває на межі зникнення. За оцінками дослідників, популяція міндорійських коукалів становить від 70 до 400 птахів. Їм загрожує знищення природного середовища.